# Tisoč veličastnih sonc
Tisoč veličastnih sonc je roman iz 2007, ki ga je napisal afganistansko-ameriški pisatelj Khaled Hosseini. Izšel je za njegovim prvencem in uspešnico Tek za zmajem.
Opisuje zgodbo Marjam in Lajle, dveh žensk različnih generacij in socialnega izvora, ki se po nekaterih naključjih tesno spoprijateljita. To jima pomaga preživeti v okoliščinah, ki je ženskam izrazito nenaklonjeno.

## Vsebina
Knjiga je razdeljena na štiri dele. V prvem delu opisuje življenje deklice Marjam, ki je nezakonski otrok. Sprva se počuti veselo in razigrano, a ne zaveda se, kako nanjo gleda družba. Mati Nana da ji vedeti, da bo v življenju morala trpeti in biti ubogljiva. Dopoveduje ji, da je iz družine nobeden ne mara – vključno z očetom Džalilom, bogatim lastnikom kinodvoran, ki živi drugje.
Marjam se spoprijatelji z muslimanskim duhovnikom, ki nekako nadomesti pogrešano očetovo vlogo. Posveča ji ogromno pozornosti, jo uči brati, jo posluša in hodi z njo na ribarjenje. Marjam mu zelo zaupa, zato je tudi on prvi, ki izve za njeno željo po tem, da bi šla rada v šolo kakor vsak normalen otrok. Njene želje se ne izpolnijo.
Za petnajsti rojstni dan si želi z očetom ogledati Ostržka, a kljub temu, da ji to obljubi, se ne prikaže. Marjam sama odide do njega, a je v hišo ne spustijo. Noč preživi zunaj. Ko jo očetov voznik odpelje domov, odkrije, da je mati naredila samomor. Marjam družini postane breme, zato jo skušajo čim prej poročiti. Globoko je razočarana tako nad očetom, saj je mislila, da mu je kaj do nje, kot duhovnikom, ker je ne vzame k sebi. Ob koncu prvega dela pride snubec, star, sicer uspešen čevljar z imenom Rašid. Marjam je glede poroke nemočna, zato se počuti izdano in ubogo. Kljub temu pa si sčasoma dopoveduje, da bi v tem zakonu lahko bila srečna. Zakomplicira pa se, ko postane noseča in večkrat spontano splavi. Mož jo začne zanemarjati in do nje postaja vse bolj nasilen.
Drugi del opisuje življenje deklice Lajle. Ona prihaja iz uspešne in ljubeče družine, katere oče je izobraženec. Poučuje jo sam in jo spodbuja k učenju in izobrazbi. Lajla ima dobrega prijatelja Tarik in kljub neodobravanju ostalih se med njima vname ljubezen. Ob začetku vojne pride do obstreljevanja in Tarikova družina se odloči pobegniti. Pred pobegom si Lajla in Tarik ljubezen tudi izkažeta. Dan po odhodu se za pobeg odloči tudi Lajlina družina, ampak ravno med pripravljanjem prtljage pred njihovo hišo eksplodira bomba, zaradi katere umrejo njeni starši.
Tretji del se začne z Lajlinim okrevanjem. Rašid in Marjam jo medtem kot siroto vzameta k sebi in Rašid ob ogorčenju žene izkazuje vse večje zanimanje zanjo. Lajla se zave, da je s Tarikom zanosila, in ko je obveščena, da naj bi umrl, se iz previdnosti odloči za poroko z Rašidom. Rodi deklico Azizo, ki je Rašid zaradi spola ne sprejme, postaja pa vse bolj nasilen. V tem času se Marjam in Lajla spoprijateljita in z deklico sklenita pobegniti. Ker pa ju na pobegu ujamejo policisti, se morata vrniti k Rašidu in nad njiju in otrokom se znese z vso močjo in zlovoljnostjo.
Nekaj let po tem na oblast pridejo talibani in uveljavljati začnejo zakone, ki ženske strogo omejujejo. Lajla znova zanosi in zaradi odvzemanja sredstev porodnišnici porod poteka brez anestezije. Rašidu rodi fanta, ki ga poimenuje Zalmaj. Nastane suša in pride do krize, zaradi katere Rašid ostane brez službe. Lajla je hčerko Azizo zaradi lakote, ki pesti družino, prisiljena poslati v sirotišnico. Ob obiskih Lajlo talibani samo večkrat pretepejo, saj je Rašid ne želi pospremiti.
Nato se nekega dne pojavi Tarik in ljubezen med njima se zopet vname. Izkaže se, da je Rašid v želji po poroki z Lajlo plačal nekemu moškemu, da bi krivo pričal o Tarikovi smrti. Zalmaj svojemu očetu pove o obisku in Rašid zaradi jeze in ogorčenja Lajlo skoraj ubije. Njeno smrt prepreči Marjam, saj Rašida pravočasno ubije z lopato, njej in Tariku pa naroči, naj pobegneta. Po tem prizna krivdo, zaradi česar jo javno usmrtijo. Ob koncu tretjega dela Lajla in Tarik skupaj z otrokoma odideta v Pakistan.
V zadnjem delu se po padcu talibanov Lajla in Tarik vrneta v Afganistan. Ustavita se tudi v vasi, kjer je odraščala Marjam. Odkrijeta škatlo, ki jo je hčerki zapustil Džalil. V njej je nekaj denarja, videokaseta z Ostržkom in pismo, v katerem se ji opravičuje, da jo je zapustil. Ob koncu z zapuščenim denarjem obnovita sirotišnico, v kateri je živela Aziza, in se v njej zaposli kot učiteljica. S Tarikom zopet zanosi in odloči se, da bo otroka, če bo deklica, poimenovala Marjam. 